# Simón Brand
Simón Brand (Cali, 28 de julio de 1970) es un director de cine y comunicador colombiano de ascendencia alemana. Comenzó comunicación social en la Universidad Javeriana de Bogotá, pero nunca terminó la carrera. Está casado con la modelo y presentadora colombiana Claudia Bahamón

## Trayectoria
Trabajó en videos musicales de diversos cantantes como Juanes, Fanny Lu, Enrique Iglesias, Fonseca, Paulina Rubio, Ricky Martin, Belanova, Shakira, Thalía, Jessica Simpson, Celia Cruz, Chayanne, Luis Enrique, MDO,  entre otros. Ha recibido 3 nominaciones al premio Grammy y tiene en su haber más de 200 anuncios publicitarios.
Ha dirigido dos películas con resultados nunca antes alcanzados para un director colombiano. Su ópera prima es Mentes en blanco con Jim Caviezel, Greg Kinnear y Joe Pantoliano. Tuvo un costo de 3 millones de dólares y hasta el momento ha recaudado más de US $17 millones en el mundo entero. En 2008 se estrenó en Colombia su segundo largometraje, Paraíso Travel. con una impresionante cifra de 1 millón de espectadores convirtiéndola en la película más taquillera del 2008 y la 3.ª de la historia en el cine colombiano. La revista TIME la considera una de las mejores películas latinoamericanas de la última década. 
Ha participado en más de 14 festivales internacionales (Tribeca, Huelva, Morelia, Montreal, Málaga, Los Ángeles y Guadalajara) y en casi todos ha recibido el premio del público. En su reparto están John Leguizamo, Margarita Rosa de Francisco, Ana de la Reguera, Aldemar Correa y Angélica Blandón. Recientemente fue considerado por la revista Variety como uno de los latinos más influyentes en Hollywood. En 2014 presenta su tercer largometraje, Default, con la participación de actores como David Oyelowo.

## Videografía
1991
- Estados Alterados - "El velo"

1995
- Shakira - "Estoy Aquí"

1996
- Pedro Suárez-Vértiz - "Me estoy enamorando"

1999
- Chayanne - "Salomé"
- Noelia - "Tú"
- MDO - "Groove With Me Tonight"
- Jaci Velasquez - "Llegar A Ti"
- Jaci Velasquez - "De Creer En Ti"
- Westlife - "Seasons in the Sun"
- Steps - "After the Love Has Gone"

2000
- Steps - "When I Said Goodbye"
- Thalía - "Entre El Mar Y Una Estrella
- Thalía - "Regresa a Mí"
- Thalía - "Arrasando"

2001
- Jessica Simpson - "Irresistible"
- Juanes - "Fíjate Bien"
- Ruff Endz - "Cash, Money, Cars, Clothes"

2002
- Paulina Rubio - "I'll Be Right Here (Sexual Lover)"
- Enrique Iglesias - "Mentiroso"
- Enrique Iglesias - "Quizás"

2003
- Enrique Iglesias feat. Lionel Richie - "To Love a Woman"
- Ricardo Arjona - "Minutos"
- Paulina Rubio - "Baila Casanova (Casanova)"
- Enrique Iglesias - "Para Qué la Vida"
- Chayanne - "Un Siglo Sin Ti"
- Chayanne - "Sentada Aquí en Mi Alma"

2004
- Alejandro Fernández - "Me Dediqué A Perderte"

2006 
- Ricardo Arjona - "Mojado"
- Juanes - "A Dios le Pido" (European version)
- Ricky Martin - "It's Alright"

2007
- Alejandro Fernández - "Te Voy A Perder"
- Verónica Orozco - "Miénteme"

2008
- Fonseca - "Paraíso"
- Fanny Lú - "Tú No Eres Para Mi"
- Fonseca - "Enrédame"

2009
- Fanny Lú - "Celos"
- Volumen Cero - "Hollywood"
- La Quinta Estación feat. Marc Anthony - "Recuérdame"

2010
- Juan Luis Guerra - "Bachata en Fukuoka"
- Belanova - "Nada de Más"

2011
- Fanny Lú - "Fanfarrón"
- Wisin & Yandel - "Tu Olor"

2012
- Calle 13 - "La Bala"
- Stephanie Cayo - "El Alquimista"

2013
- Alejandro Fernández feat. Christina Aguilera - "Hoy Tengo Ganas de Ti"
- Letting Up Despite Great Faults - "Details Of My World"

2016
- Ricky Martin feat. Yotuel Romero - "La Mordidita"